# Narodni muzej novejše umetnosti Romunije
Narodni muzej novejše umetnosti Romunije (romunsko Muzeul Național de Artă Contemporană; kratica: MNAC) je muzej novejše umetnosti Romunije, ki se nahaja v novem steklenem krilu Palače parlamenta v Bukarešti. Odprt je bil leta 2004.
Muzej ima naslednje delovne enote: monografski arhiv, knjižnico (knjižni fond, zbirka periodike, zbirka katalogov, večpredstavnost), fotografski arhiv, zbirka digitalnih slik, arhiv dogodkov in tematski arhiv. 